# James Dickson
James Dickson, pseudonimo di Jacobus J. Dickson (1738 – 1822), è stato un botanico, micologo, vivaista e collezionista di piante scozzese.
Tra il 1785 e il 1801 pubblicò il suo Fasciculus plantarum cryptogamicarum Britanniae, un'opera in quattro volumi che cataloga oltre 400 specie di alghe e funghi che si trovano nelle isole britanniche. È anche autore di Collection of Dried Plants, Named on the Authority of the Linnaean Herbarium and Other Original Collections. Il genere di piante Dicksonia prende il nome da lui.

## Biografia
Nacque a Kirke House, Traquair, Peeblesshire, da una famiglia povera. Da giovane frequentò il vivaio di Jeffery a Brompton e nel 1772 avviò la sua attività a Covent Garden.
Dickson fece diversi viaggi nelle Highlands scozzesi alla ricerca di piante tra il 1785 e il 1791, tra questi, quello del 1789 in compagnia di Mungo Park, la cui sorella divenne la sua seconda moglie.
Dickson nel 1788 divenne uno dei membri originari della Linnean Society e nel 1804 fu uno degli otto membri originali e vicepresidente della Horticultural Society. Morì a Broad Green, Croydon, Surrey, il 14 agosto 1822.